# Nicholas Smisko
Nicholas Smisko (* 23. Februar 1936 in Perth Amboy, New Jersey; † 13. März 2011 in Windber, Pennsylvania) war Metropolit von Amissos und Primas der Karpatho-Russischen Kirche in Amerika in den USA.